# Formula 1 sezona 2023
Sezona Formule 1 2023 je štiriinsedemdeseta sezona Svetovnega prvenstva Formule 1 pod okriljem FIE. Začela se je 5. marca 2023 z dirko za Veliko nagrado Bahrajna, končala pa 26. novembra 2023 z dvaindvajseto dirko sezone za Veliko nagrado Abu Dabija. Naslov dirkaškega prvaka je tretjič zapored osvojil Nizozemec Max Verstappen iz moštva Red Bull Racing, ki je osvojil šesti naslov moštvenega prvaka.

## Dirkači in moštva
Seznam moštev in dirkačev Svetovnega prvenstva Formule 1 v sezoni 2023.
| Moštvo                                | Konstruktor                  | Šasija | Motor                   | Gume | Št      | Dirkača(-i)                                | Testni dirkač(-a/i) |
| ------------------------------------- | ---------------------------- | ------ | ----------------------- | ---- | ------- | ------------------------------------------ | ------------------- |
| Alfa Romeo F1 Team Stake              | Alfa Romeo-Ferrari           | C43    | Ferrari 066/10          | P    | 24 77   | Žou Guanju Valtteri Bottas                 |                     |
| Scuderia AlphaTauri                   | AlphaTauri-Honda RBPT        | AT04   | Honda Red Bull RBPTH001 | P    | 3 21 22 | Daniel Ricciardo Nyck de Vries Juki Cunoda |                     |
| BWT Alpine F1 Team                    | Alpine-Renault               | A523   | Renault E-Tech RE23     | P    | 10 31   | Pierre Gasly Esteban Ocon                  |                     |
| Aston Martin Aramco Cognizant F1 Team | Aston Martin Aramco-Mercedes | AMR23  | Mercedes-AMG F1 M14     | P    | 14 18   | Fernando Alonso Lance Stroll               |                     |
| Scuderia Ferrari                      | Ferrari                      | SF-23  | Ferrari 066/10          | P    | 16 55   | Charles Leclerc Carlos Sainz Jr.           |                     |
| MoneyGram Haas F1 Team                | Haas-Ferrari                 | VF-23  | Ferrari 066/10          | P    | 20 27   | Kevin Magnussen Nico Hülkenberg            |                     |
| McLaren F1 Team                       | McLaren-Mercedes             | MCL60  | Mercedes-AMG F1 M14     | P    | 4 81    | Lando Norris Oscar Piastri                 |                     |
| Mercedes-AMG Petronas F1 Team         | Mercedes                     | F1 W14 | Mercedes-AMG F1 M14     | P    | 44 63   | Lewis Hamilton George Russell              |                     |
| Oracle Red Bull Racing                | Red Bull Racing-Honda RBPT   | RB19   | Honda Red Bull RBPTH001 | P    | 1 11    | Max Verstappen Sergio Pérez                |                     |
| Williams Racing                       | Williams-Mercedes            | FW45   | Mercedes-AMG F1 M14     | P    | 2 23    | Logan Sargeant Alexander Albon             |                     |
| Viri:                                 |                              |        |                         |      |         |                                            |                     |

## Koledar dirk
| Št. | Dirka           | Dirkališče  | Datum         | Najboljši štartni položaj | Naj. krog       | Zmag. dirkač     | Zmag. moštvo               | Poročilo |
| --- | --------------- | ----------- | ------------- | ------------------------- | --------------- | ---------------- | -------------------------- | -------- |
| 1   | Bahrajn         | Bahrain     | 6. marec      | Max Verstappen            | Žou Guanju      | Max Verstappen   | Red Bull Racing-Honda RBPT | Poročilo |
| 2   | Saudova Arabija | Jeddah      | 19. marec     | Sergio Pérez              | Max Verstappen  | Sergio Pérez     | Red Bull Racing-Honda RBPT | Poročilo |
| 3   | Avstralija      | Albert Park | 2. april      | Max Verstappen            | Sergio Pérez    | Max Verstappen   | Red Bull Racing-Honda RBPT | Poročilo |
| 4   | Azerbajdžan     | Baku        | 30. april     | Charles Leclerc           | George Russell  | Sergio Pérez     | Red Bull Racing-Honda RBPT | Poročilo |
| 5   | Miami           | Miami       | 7. maj        | Sergio Pérez              | Max Verstappen  | Max Verstappen   | Red Bull Racing-Honda RBPT | Poročilo |
| 6   | Monako          | Monaco      | 28. maj       | Max Verstappen            | Lewis Hamilton  | Max Verstappen   | Red Bull Racing-Honda RBPT | Poročilo |
| 7   | Španija         | Catalunya   | 4. junij      | Max Verstappen            | Max Verstappen  | Max Verstappen   | Red Bull Racing-Honda RBPT | Poročilo |
| 8   | Kanada          | Montreal    | 18. junij     | Max Verstappen            | Sergio Pérez    | Max Verstappen   | Red Bull Racing-Honda RBPT | Poročilo |
| 9   | Avstrija        | Spielberg   | 2. julij      | Max Verstappen            | Max Verstappen  | Max Verstappen   | Red Bull Racing-Honda RBPT | Poročilo |
| 10  | V. Britanija    | Silverstone | 9. julij      | Max Verstappen            | Max Verstappen  | Max Verstappen   | Red Bull Racing-Honda RBPT | Poročilo |
| 11  | Madžarska       | Hungaroring | 23. julij     | Lewis Hamilton            | Max Verstappen  | Max Verstappen   | Red Bull Racing-Honda RBPT | Poročilo |
| 12  | Belgija         | Spa         | 30. julij     | Charles Leclerc           | Lewis Hamilton  | Max Verstappen   | Red Bull Racing-Honda RBPT | Poročilo |
| 13  | Nizozemska      | Zandvoort   | 27. avgust    | Max Verstappen            | Fernando Alonso | Max Verstappen   | Red Bull Racing-Honda RBPT | Poročilo |
| 14  | Italija         | Monza       | 3. september  | Carlos Sainz Jr.          | Oscar Piastri   | Max Verstappen   | Red Bull Racing-Honda RBPT | Poročilo |
| 15  | Singapur        | Marina Bay  | 17. september | Carlos Sainz Jr.          | Lewis Hamilton  | Carlos Sainz Jr. | Ferrari                    | Poročilo |
| 16  | Japonska        | Suzuka      | 24. september | Max Verstappen            | Max Verstappen  | Max Verstappen   | Red Bull Racing-Honda RBPT | Poročilo |
| 17  | Katar           | Losail      | 8. oktober    | Max Verstappen            | Max Verstappen  | Max Verstappen   | Red Bull Racing-Honda RBPT | Poročilo |
| 18  | ZDA             | Americas    | 22. oktober   | Charles Leclerc           | Juki Cunoda     | Max Verstappen   | Red Bull Racing-Honda RBPT | Poročilo |
| 19  | Mehike          | México      | 29. oktober   | Charles Leclerc           | Lewis Hamilton  | Max Verstappen   | Red Bull Racing-Honda RBPT | Poročilo |
| 20  | Sao Paulo       | Interlagos  | 5. november   | Max Verstappen            | Lando Norris    | Max Verstappen   | Red Bull Racing-Honda RBPT | Poročilo |
| 21  | Las Vegas       | Las Vegas   | 19. november  | Charles Leclerc           | Oscar Piastri   | Max Verstappen   | Red Bull Racing-Honda RBPT | Poročilo |
| 22  | Abu Dabi        | Yas Marina  | 26. november  | Max Verstappen            | Max Verstappen  | Max Verstappen   | Red Bull Racing-Honda RBPT | Poročilo |

### Spremembe koledarja dirk
- Velika nagrada Katarja se bo prvič odvijala kot redna dirka, potem ko je bila premierna dirka v sezoni 2021 uvrščena na koledar dirk kot nadomestna dirka po odpovedi Velike nagrade Avstralije zaradi pandemije koronavirusa.[16]
- Velika nagrada Las Vegasa se bo odvijala na novem uličnem dirkališču v Las Vegasu kot tretja dirka v Združenih državah Amerike. Mesto bo dirko Formule 1 gostilo prvič po sezoni 1982, ki je bila hkrati zadnja sezona Formule 1 s tremi dirkami v Združenih državah Amerike.[17]
- Velika nagrada Rusije je bila znova odpovedana zaradi vojne v Ukrajini. Pred začetkom vojne leta 2022 je bila za sezono 2023 načrtovana premestitev dirke iz Sočija v okolico Sankt Peterburga.[18]
- Velika nagrada Francije se ne bo odvijala, potem ko se je iztekla pogodba z organizatorjem. Dirka je redno potekala med sezonama 2018 in 2022, z izjemo sezone 2020, ko je bila odpovedana zaradi pandemije koronavirusa.
- Velika nagrada Kitajske je bila uvrščena na koledar dirk kot četrta na sporedu ter je imela potekati 16. aprila, vendar je bilo januarja sporočeno, da dirke zaradi nadaljevanja ukrepov za zajezitev koronavirusa na Kitajskem ne bo. Dirka se je zadnjič odvijala leta 2019.[19]
- Velika nagrada Emilije - Romanje je bila odpovedana 17. maja zaradi poplav v severni Italiji. Dirka, ki je del koledarja dirk od sezone 2020, se je imela odvijati 21. maja kot šesta na sporedu.[20]